# Objetivo de Desarrollo Sostenible 8
El Objetivo de Desarrollo Sostenible 8 (Objetivo 8 u ODS 8) trata sobre alianzas para los objetivos y es uno de los 17 Objetivos de Desarrollo Sostenible (ODS) establecidos por las Naciones Unidas en 2015. 
El ODS 8 es: "Promover el crecimiento económico sostenido, inclusivo y sostenible, el empleo pleno y productivo y el trabajo decente para todos".
El Objetivo tiene metas que deben alcanzarse para 2030. El progreso hacia las metas se medirá mediante indicadores.

## Metas del ODS 8
8.1  Mantener el crecimiento económico per cápita de conformidad con las circunstancias nacionales y, en particular, un crecimiento del producto interno bruto de al menos el 7% anual en los países menos adelantados
8.2  Lograr niveles más elevados de productividad económica mediante la diversificación, la modernización tecnológica y la innovación, entre otras cosas centrándose en los sectores con gran valor añadido y un uso intensivo de la mano de obra
8.3  Promover políticas orientadas al desarrollo que apoyen las actividades productivas, la creación de puestos de trabajo decentes, el emprendimiento, la creatividad y la innovación, y fomentar la formalización y el crecimiento de las microempresas y las pequeñas y medianas empresas, incluso mediante el acceso a servicios financieros
8.4 Mejorar progresivamente, de aquí a 2030, la producción y el consumo eficientes de los recursos mundiales y procurar desvincular el crecimiento económico de la degradación del medio ambiente, conforme al Marco Decenal de Programas sobre modalidades de Consumo y Producción Sostenibles, empezando por los países desarrollados
8.5  De aquí a 2030, lograr el empleo pleno y productivo y el trabajo decente para todas las mujeres y los hombres, incluidos los jóvenes y las personas con discapacidad, así como la igualdad de remuneración por trabajo de igual valor
8.6  De aquí a 2020, reducir considerablemente la proporción de jóvenes que no están empleados y no cursan estudios ni reciben capacitación
8.7  Adoptar medidas inmediatas y eficaces para erradicar el trabajo forzoso, poner fin a las formas contemporáneas de esclavitud y la trata de personas y asegurar la prohibición y eliminación de las peores formas de trabajo infantil, incluidos el reclutamiento y la utilización de niños soldados, y, de aquí a 2025, poner fin al trabajo infantil en todas sus formas
8.8  Proteger los derechos laborales y promover un entorno de trabajo seguro y sin riesgos para todos los trabajadores, incluidos los trabajadores migrantes, en particular las mujeres migrantes y las personas con empleos precarios
8.9  De aquí a 2030, elaborar y poner en práctica políticas encaminadas a promover un turismo sostenible que cree puestos de trabajo y promueva la cultura y los productos locales
8.10  Fortalecer la capacidad de las instituciones financieras nacionales para fomentar y ampliar el acceso a los servicios bancarios, financieros y de seguros para todos
8.a  Aumentar el apoyo a la iniciativa de ayuda para el comercio en los países en desarrollo, en particular los países menos adelantados, incluso mediante el Marco Integrado Mejorado para la Asistencia Técnica a los Países Menos Adelantados en Materia de Comercio
8.b  De aquí a 2020, desarrollar y poner en marcha una estrategia mundial para el empleo de los jóvenes y aplicar el Pacto Mundial para el Empleo de la Organización Internacional del Trabajo

## Organizaciones
Varias organizaciones mundiales se han comprometido a avanzar hacia el ODS 8 de diversas formas, por ejemplo:
- Grupo del Banco Mundial: desde el inicio de los Objetivos Globales, el Banco Mundial ha apoyado la visión de aliviar la pobreza y empoderar tanto al género a través de su capacitación, movilización de recursos y otros.
- Oficina de Naciones Unidas para Asuntos del Espacio Exterior
- Organización Internacional del Trabajo
- ONU Mujeres actúa para "lograr los derechos económicos y el crecimiento para todos mediante la promoción del trabajo decente, la igualdad de remuneración por el mismo trabajo, la igualdad de acceso a los activos y las oportunidades económicas y la distribución justa del trabajo de cuidados no remunerado".

## Cifras
- Se estima que 172 millones de personas en todo el mundo estuvieron sin trabajo en 2018, una tasa de desempleo del 5 por ciento.
- La participación de las mujeres en la fuerza laboral fue del 48 por ciento en 2018, en comparación con el 75 por ciento de los hombres. Alrededor de 3 de cada 5 de los 3.500 millones de personas en la fuerza laboral en 2018 eran hombres.
- Como resultado de la expansión de la fuerza laboral, se proyecta que la cantidad de desempleados aumente en un millón cada año y alcance los 174 millones para 2020.
- En total, 2 mil millones de trabajadores tuvieron empleos informales en 2016, lo que representa el 61 por ciento de la fuerza laboral mundial.
- Unos 700 millones de trabajadores vivieron en la pobreza extrema o moderada en 2018, con menos de US$ 3,20 por día.
- Muchas más mujeres que hombres están subutilizadas en la fuerza laboral: 85 millones en comparación con 55 millones de hombres.[3]